# De Havilland DH.85 Leopard Moth
Die de Havilland DH.85 Leopard Moth war ein als Hochdecker konstruiertes dreisitziges Reiseflugzeug des britischen Herstellers de Havilland Aircraft Company aus dem Jahr 1933. Sie war Nachfolger der DH.80 Puss Moth und benannt nach dem englischen Begriff für den Nachtfalter Hypercompe scribonia.

## Geschichte
Beim Entwurf der DH.85 griff de Havilland auf viele Komponenten der Puss Moth zurück. Neu war der komplett aus Holz gefertigte Rahmen, der deutlich leichter ausfiel als die Stahlrohrkonstruktion des Vorgängers. Trotz identischer Motorisierung konnten so Reichweite, Geschwindigkeit und Zuladung erhöht werden. Die Außenhaut bestand aus stoffbespanntem Sperrholz. Als Antrieb diente ein Gipsy Major-Reihenmotor.
Der Prototyp absolvierte seinen Erstflug am 27. Mai 1933. Im darauf folgenden Juli errang er den Sieg beim King’s Cup Race mit dem Konstrukteur Geoffrey de Havilland als Piloten. Von den 133 gebauten Exemplaren entstanden 62 im Ausland. Die Produktion endete 1936.
Bei Ausbruch des Zweiten Weltkriegs wurden 44 Flugzeuge vom Militär beschlagnahmt und in Großbritannien sowie in Australien vorwiegend als Verbindungsflugzeug eingesetzt. Nur wenige Maschinen überlebten den Krieg, sind aber teilweise bis heute im flugfähigen Zustand erhalten geblieben.

## Militärische Nutzer
- Belgisch-Kongo: 1 ab 9. Oktober 1940, Aviation Militaire de la Force Publique.[1]
- Britisch-Indien
- Deutsches Reich[2]
- Jugoslawien: Königlich Jugoslawische Luftwaffe
- Niederlande
- Portugal
- Spanien
- Straits Settlements: Malayan Volunteer Air Force
- Südafrika
- Südrhodesien: 1
- Vereinigtes Königreich

Royal Air Force: einige vorher zivile Maschinen während des Zweiten Weltkriegs als Verbindungsflugzeug genutzt.
Royal Navy: 1

## Technische Daten

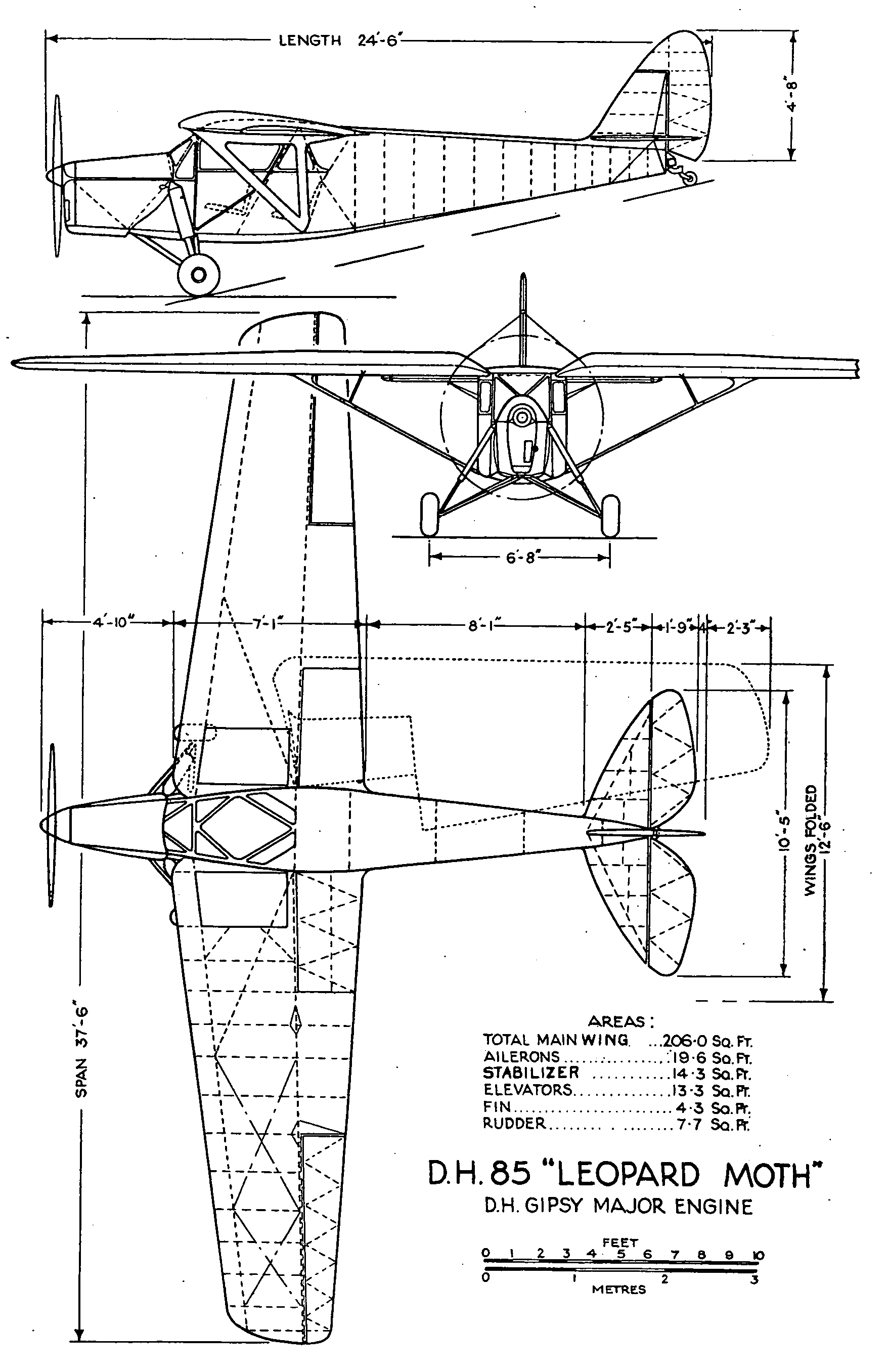
Dreiseitenansicht

| Kenngröße             | Daten                                                         |
| --------------------- | ------------------------------------------------------------- |
| Besatzung             | 1                                                             |
| Passagiere            | 2                                                             |
| Länge                 | 7,50 m                                                        |
| Spannweite            | 11,40 m                                                       |
| Höhe                  | 2,70 m                                                        |
| Flügelfläche          | 19,1 m²                                                       |
| Flügelstreckung       | 6,8                                                           |
| Leermasse             | 640 kg                                                        |
| Startmasse            | 1.010 kg                                                      |
| Höchstgeschwindigkeit | 209 km/h                                                      |
| Dienstgipfelhöhe      | 6.550 m                                                       |
| Reichweite            | 1.090 km                                                      |
| Triebwerke            | ein 4-Zylinder-Reihenmotor de Havilland Gipsy Major mit 95 kW |